# Eleição municipal de Araucária em 1996
A eleição municipal de Araucária de 1996 ocorreu dia 3 de outubro, junto do primeiro turno de todos os municípios brasileiros. Naquele dia, os eleitores escolheram os prefeitos que administrariam tais cidades a partir de 1º de janeiro de 1997 e cujos sucessores seriam eleitos em 2000, e em Araucária foram cerca de 39 mil eleitores. Essa foi a primeira eleição realizada no mandato de Fernando Henrique Cardoso, e a última antes do processo de reeleição. Os eleitores araucarienses puderam escolher entre apenas três candidatos a prefeito, além de diversos a vereador.

## Resultados

### Eleição para prefeito

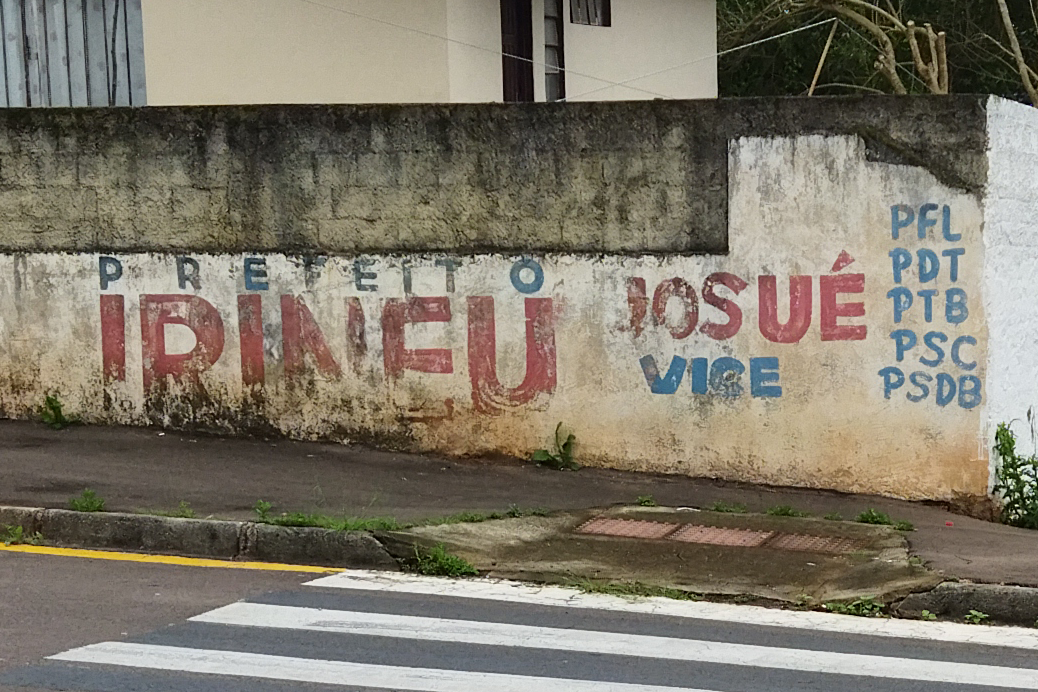
Muro pintado com a campanha de Irineu Cantador (PFL)

Conforme dados do TSE, foram computados 39.731 votantes, e não foram encontradas as quantidades de brancos e nulos. O resultado completo da eleição para prefeito é:
| Candidato(a)                   | Vice                        | Coligação            | Votos recebidos | Percentual |
| ------------------------------ | --------------------------- | -------------------- | --------------- | ---------- |
| Rizio Wachowicz (PPB)          | Hino Dirlei Falat (PMDB)    | PPB/PL/PMDB          | 19.903          | 50,09%     |
| Irineu Cantador (PFL)          | Dr. Josué de Oliveira (PDT) | PFL/PDT/PTB/PSC/PSDB | 17.548          | 44,17%     |
| Renato Gonçalves da Silva (PT) |                             | PT/PCdoB/PPS         | 2.280           | 5,74%      |

### Eleição para vereador
Ao todo, foram eleitos 15 vereadores, tendo influência do quociente eleitoral para decidir as vagas na Câmara Municipal. Os eleitos na ocasião são:
| Candidato(a)                      | Partido | Votos | Percentual |
| --------------------------------- | ------- | ----- | ---------- |
| Clodoaldo Nepomuceno Pinto Júnior | PDT     | 1.459 | 3,91%      |
| Olizandro José Ferreira           | PFL     | 1.423 | 3,81%      |
| Wilson Roberto David Mota         | PSDB    | 1.415 | 3,79%      |
| Algacir Ohpis                     | PSDB    | 1.273 | 3,41%      |
| João Renato Cantelle              | PDT     | 1.243 | 3,33%      |
| Luiz Soczek*                      | PSDB    | 1.224 | 3,28%      |
| Alcir Nogueira*                   | PDT     | 1.171 | 3,13       |
| José Juval Bezerra                | PFL     | 1.030 | 2,76%      |
| Sebastião Cordeiro Calado*        | PFL     | 1.004 | 2,69%      |
| Ozório Pereira                    | PTB     | 1.003 | 2,68%      |
| Francisco Carlos Cabrini          | PMDB    | 869   | 2,32%      |
| Inácio Mikosz*                    | PTB     | 790   | 2,11%      |
| Paulo Sabag*                      | PMDB    | 627   | 1,68%      |
| Pedro Furman                      | PPB     | 605   | 1,62%      |
| Alceu Valério da Silva*           | PPB     | 476   | 1,26%      |

- Vereadores com '*' foram eleitos pelo quociente eleitoral.